# Литчфилд (округ)
Ли́тчфилд — округ расположенный в северо-западной части штата Коннектикут. По переписи населения 2010 года, численность населения составляет 189 927 человек. Округ является частью комбинированного статистического ареала Нью-Йорк — Ньюарк — Бриджпорт.
В штате Коннектикут нет окружных исполнительных или законодательных органов власти, и каждый город или населенный пункт отвечает за свои местные обязанности сам, такие как школы, уборка снега и канализации, за пожарную службу и полицию, но городов Коннектикута могут договориться о совместной предоставлении услуг или даже создать региональную систему школьного образования.

## История
Округ Литчфилд был создан 9 октября 1751 года, актом суда Коннектикут из земли раньше принадлежавшим округам Фэрфилд, Нью-Хейвен и Хартфорд. Впоследствии границы округа изменялись связи с появлением новых городов и заселения штата Коннектикут новыми поселенцами.
В 1862 году, во время гражданской войны, округ Литчфилд сформировал 2-й полк тяжелой артиллерии из Коннектикутских добровольцев. Принимал участия во многих битвах и оставался активным до конца войны, и его официального расформирования 5 сентября 1865 года.

## География
По данным переписи 2000 года, округ имеет общую площадь в 2446,4 квадратного километра, из которых 2382,6 квадратного километра (или 97,39 %), земли и 63,8 квадратного километра (или 2,61 %) занимает водное пространство. Округ Литчфилд граничит с частью гор Аппалачи, той их частью что называют хребтами Беркширами. Округ граничит с округом Беркширом, штат Массачусетс на севере, с округом Хэмпден, штат Массачусетс на северо-востоке, на востоке граничит с округом Хартфорд, с округом Нью-Хейвен на юго-востоке, с округом Фэрфилд на юге, с округом Дартчесс на западе, и с округом Колумбия, штат Нью-Йорк на северо-западе.

## Демография
По данным переписи населения в 2000 году насчитывалось 182193 человека, 71551 семья, и 49584 семьи, проживающих в округе. Плотность населения была 76 человек на квадратный километр. Существовали 79267 единиц жилья в средней плотности 33 человека на квадратный километр. Расовый состав округа составлял 95,77 % белых, 1,10 % афроамериканцев, 0,18 % коренных американцев, 1,17 % азиатской расы, 0,02 % жителей тихоокеанских островов, 0,68 % из других рас, и 1,09 % от смешанных рас. 2,14 % населения составляли испаноязычные жители округа. По национальному происхождению 20,8 % были итальянского происхождения, 14,8 % ирландского, 10,6 % английского, 9,2 % немецкого и 6,3 % французского происхождения. По данным переписи населения 2000 года 92,3 % говорили на английский, 2,1 % на испанском, 1,6 % на итальянском и 1,2 % на французском языке как основном.
Существовали 71551 семья, из которых 32,10 % имели детей в возрасте до 18 лет, проживающих с ними, 57,20 % были супружескими парами, живущими вместе, в 8,60 % семей женщины проживали без мужей, а 30,70 % населения не имели семьи. 25,30 % всех домохозяйств состояли из отдельных лиц и 10,20 % из них из одиноких людей в возрасте 65 лет и старше.
По возрастному составу жителей округа 24,60 % жителей были в возрасте до 18 лет, 5,70 % от 18 до 24 лет, 29,80 % от 25 до 44 лет, 25,70 % от 45 до 64 лет и 14,20 %, в возрасте 65 лет и старше. Средний возраст составил 40 лет. На каждые 100 женщин приходилось 95,60 мужчины. На каждые 100 женщин возрастом 18 лет и старше приходилось 92,50 мужчины. Средний доход на домашнее хозяйство в округе составил $56273, а средний доход на семью составляет $66445 (эти цифры возросли до $67591 и $81752 соответственно по состоянию на 2007 год). Мужчины имеют средний доход от $45586 против $31870 у женщин. Доход на душу населения в округе составил $28408. 2,70 % семей и 4,50 % населения ниже черты бедности, в том числе 4,30 % из них моложе 18 лет и 5,40 % в возрасте 65 лет и старше.

## Известные уроженцы
- Гораций Уитон (1803—1882), американский политик, конгрессмен из штата Нью-Йорк, родился в Нью-Милфорде[англ.].